# Cappella della Madonna di Vitaleta
La cappella della Madonna di Vitaleta è un luogo di culto cattolico che si trova nella località rurale di Vitaleta, nel territorio comunale di San Quirico d'Orcia, in provincia di Siena. La chiesa, di proprietà privata, ricade nel territorio dell'arcidiocesi di Siena-Colle di Val d'Elsa-Montalcino.

## Storia
La cappella, di probabile origine tardo-rinascimentale, è ricordata per la prima volta in un documento del 1590. L'edificio, danneggiato da un terremoto, venne  riprogettato sia esternamente che internamente dall'architetto Giuseppe Partini nel 1884, ispirandosi a modelli cinquecenteschi. A partire dal mesi di marzo 2021 è stata soggetta ad un imponente lavoro di restauro insieme al podere antistante, finanziato dal proprietario, il quale ha portato la piccola cappella alle sembianze originali del 1884. Il restauro si è concluso il 18 luglio dello stesso anno con la benedizione dell'altare da parte dell'arcivescovo di Siena cardinale Lojudice.

## Descrizione

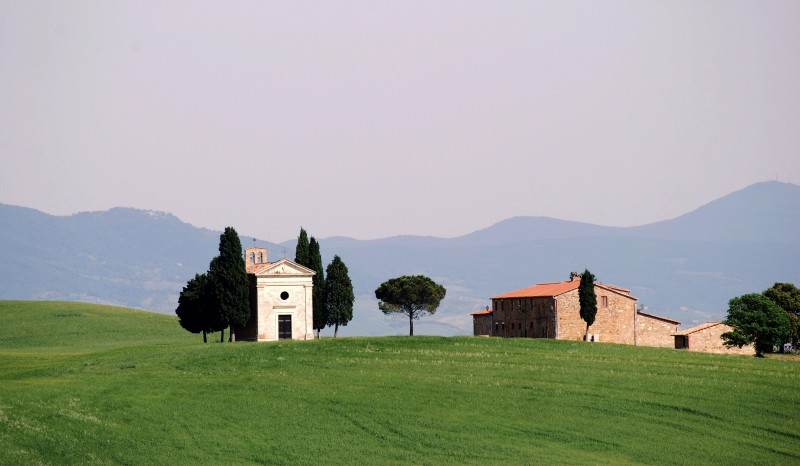
Chiesetta della Madonna di Vitaleta

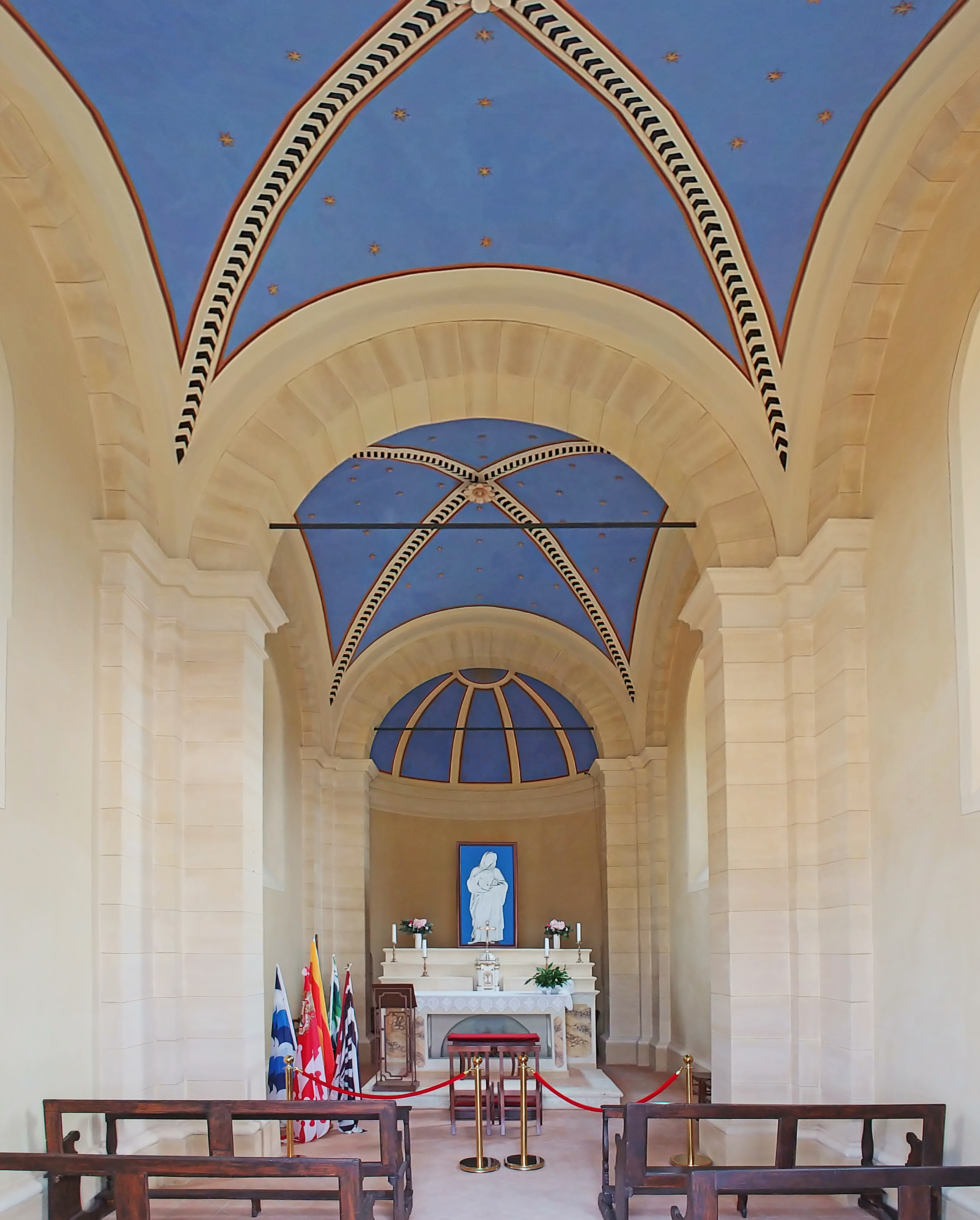
Interno

La cappella si trova su una strada sterrata che porta da Pienza a San Quirico d'Orcia ed è posta sotto tutela dall'UNESCO.
L'edificio religioso si presenta ad aula unica, con la facciata principale rivestita in pietra di Rapolano che si caratterizza per un piccolo rosone che si apre al di sopra del portale architravato; lateralmente, la stessa facciata è delimitata da lesene, una a destra e l'altra a sinistra, sulle quali poggia il frontone sommitale, nel cui timpano è collocato uno stemma gentilizio. Le facciate laterali sono rivestite in pietra, così come la parte posteriore dell'edificio religioso alla cui sommità si eleva un campanile a vela con due fornici ad arco tondo.
Internamente, la cappella presenta una struttura a navata unica di due campate coperte con volta a crociera stellata; alle spalle dell'altare, in muratura, vi è un'abside semicircolare.
Dalla cappella proviene la statua della Madonna attribuita ad Andrea della Robbia, che si dice acquistata nel 1553 in una bottega a Firenze, che dal 1870 è conservata all'interno della chiesa della Madonna di Vitaleta nel centro storico di San Quirico d'Orcia,